# MediaGoblin
GNU MediaGoblin (también MediaGoblin) es una plataforma web de software libre para alojar y compartir multimedia digital, con el objetivo de proporcionar una alternativa extensible, adaptable, descentralizada y libre de restricciones de derechos de autor a otros servicios de internet relativos a la publicación de contenido informático como son Flickr, deviantArt, YouTube, etc.

## Historia
Los orígenes de GNU Mediagoblin datan de 2008, durante un encuentro ocurrido en la Free Software Foundation (Fundación del Software Libre) para discutir sobre el rumbo que las comunidades de la Internet deberían seguir. La respuesta fue que las estructuras restrictivas y centralizadas en auge han demostrado ser tanto técnica como éticamente cuestionables, y podrían dañar la naturaleza imparcial y la disponibilidad de Internet. 
Desde entonces, varios proyectos han aparecido para prevenir esa situación, incluyendo Identi.ca, Libre.fm, Diaspora, entre otros.
La programación de MediaGoblin empezó en marzo de 2011, y aún está bajo desarrollo activo.
En octubre de 2012 fue lanzada una campaña de donativos promocionada por la Free Software Foundation

## Diseño y Características
MediaGoblin es parte de GNU, y su código se publica bajo los términos de la licencia GNU Affero General Public License; lo que significa que se adhiere a los principios del software libre y de código abierto. El resto de los derechos sobre aquello que no puede ser considerado software (por ej. diseño, logo) es liberado al dominio público. Christine Lemmer-Webber, la desarrolladora principal de MediaGoblin, concibió este nombre como un juego de palabras con la pronunciación de la palabra en inglés gobbling ("engullendo"). La mascota es un goblin, o sea un duendecillo color púrpura que viste como un artista estereotípico.
Respecto a la interfaz del sitio, la página principal muestra un rótulo de encabezado con el letrero de MediaGoblin y una sección de autenticación para usuarios. El resto del espacio se deja para mostrar miniaturas de los últimos trabajos publicados. Cada usuario posee un perfil personal que comprende dos secciones verticales: una para subidas que se muestra como una galería, y otra con un texto personalizable. Para mostrar el contenido, la plataforma se enfoca en el trabajo en sí en lugar de abarrotar la interfaz con opciones y botones; sin embargo se pueden añadir comentarios bajo la descripción de la obra. Se pueden habilitar características adicionales en forma de complementos como etiquetado, metadatos, selección de licencias Creative Commons, tematización de la interfaz gráfica y soporte GPS para enriquecer el uso de GNU MediaGoblin.

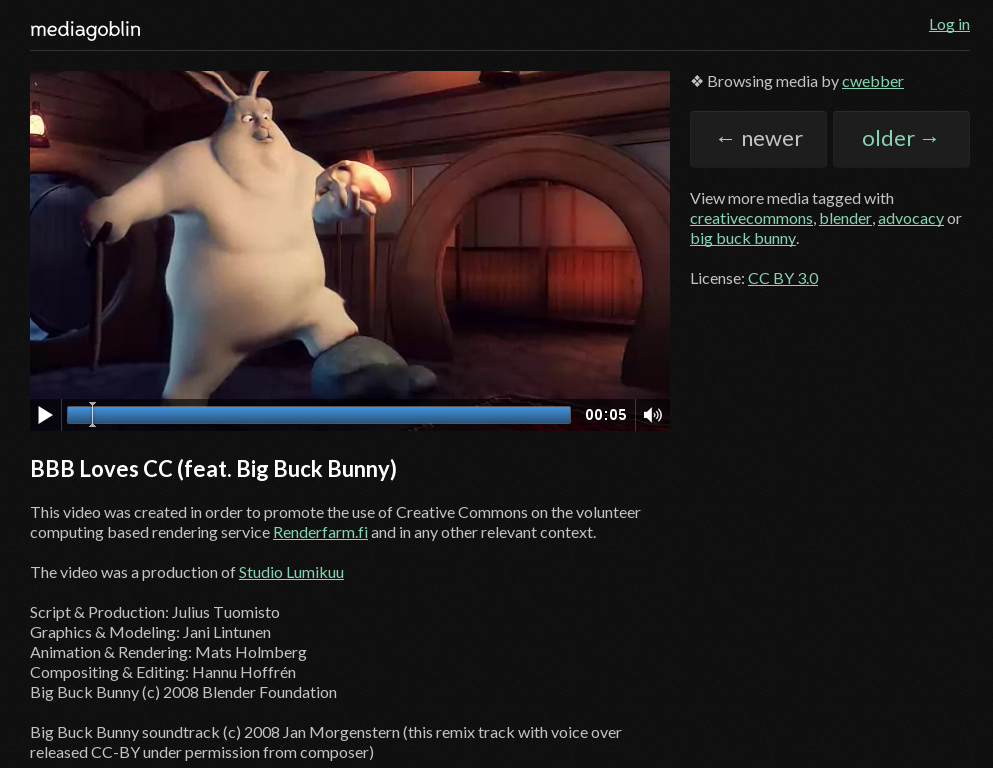
Opciones de licencia en MediaGoblin, mostrando a Big Buck Bunny

La plataforma es capaz de soportar una amplia gama de contenido. A la fecha de la versión 0.3.1 se incluye soporte para texto plano, imágenes (PNG y JPEG). HTML5 es usado intensivamente para la reproducción de video y audio contenidos en formato WebM; mientras que los formatos de sonido FLAC, WAV y MP3 automáticamente son transcodificadas a Vorbis y luego encapsuladas en archivos WebM. El 22 de octubre de 2012 fue anunciado el soporte para previsualización interactiva y renderización de modelos tridimensionales, y para ello se utilizan las tecnologías Canvas de HTML5, Thingiview, WebGL y Blender.